# Masque intégral de plongée

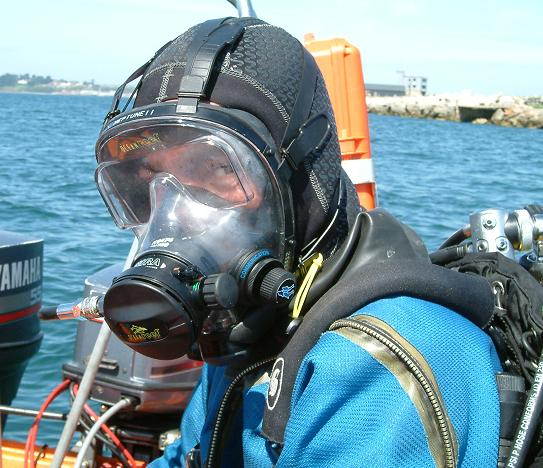
Un homme portant un masque de plongée intégral Ocean Reef, autorisant l'installation d'un système de communication

Un masque de plongée intégral est un type de masque de plongée qui recouvre la totalité du visage associant ainsi masque facial et détendeur et parfois même, un système acoustique électronique permettant aux plongeurs de communiquer entre eux verbalement sous l'eau.
Les masques de plongée intégraux garantissent une étanchéité parfaite au niveau du visage, même à de très fortes pressions. La respiration sous l'eau est identique à celle en surface (pas de nécessité de dissociation bucco-nasale).

## Utilisation
Cet accessoire est plutôt destiné aux plongeurs professionnels car il ne s'avère pas d'une grande utilité dans le domaine de la plongée de loisir. Son principe est néanmoins employé pour le masque de snorkeling Easybreath.